# Charles-Edouard DuBois
Charles-Edouard DuBois, auch Du Bois (* 19. Oktober 1847 in West Hoboken, New Jersey; † 6. März 1885 in Menton), war ein Schweizer Landschaftsmaler und -aquarellist (Frühimpressionismus).
Nach seiner Schulzeit in den Vereinigten Staaten und in Paris ging DuBois, Sohn eines Kaufmanns aus Le Locle, bei Heinrich Funk in Stuttgart und bei André Jecklin in Neuenburg in den Zeichenunterricht. 1867 besuchte DuBois das Atelier von Charles Gleyre in Paris. Nach Studienreisen und Aufenthalten in Deutschland (Düsseldorf), den Niederlanden, England und Belgien arbeitete er selbständig, abwechselnd in Paris und Neuenburg. Seit dem Pariser Salon von 1869 stellte DuBois seine Bilder regelmässig in seinen dortigen Ateliers aus.